# Pavieasia kwangsiensis
Pavieasia kwangsiensis là một loài thực vật có hoa trong họ Bồ hòn. Loài này được H.S. Lo mô tả khoa học đầu tiên năm 1979.